# Prix Jaeger-LeCoultre Glory to the Filmmaker
Le prix Jaeger-LeCoultre Glory to the Filmmaker (Premio Jaeger-LeCoultre Glory to the Filmmaker) est une récompense remise depuis 2006 lors de la Mostra de Venise décernée par l'entreprise suisse d'horlogerie Jaeger-LeCoultre à une personnalité ayant laissé sa marque dans l'histoire du cinéma contemporain.

## Palmarès
- 2006 : Takeshi Kitano
- 2007 : Abbas Kiarostami
- 2008 : Agnès Varda
- 2008 : Abbas Kiarostami
- 2009 : Sylvester Stallone
- 2010 : Mani Ratnam
- 2011 : Al Pacino
- 2012 : Spike Lee
- 2013 : Ettore Scola
- 2014 : James Franco[1]
- 2015 : Brian De Palma
- 2016 : Amir Naderi[2]
- 2017 : Stephen Frears
- 2018 : Costa-Gavras
- 2019 : Zhang Yimou
- 2020 : Abel Ferrara
- 2021 : Ridley Scott
- 2022 : Walter Hill
- 2023 : Wes Anderson[3]
- 2024 : Claude Lelouch